# Rosa 'Prospero'

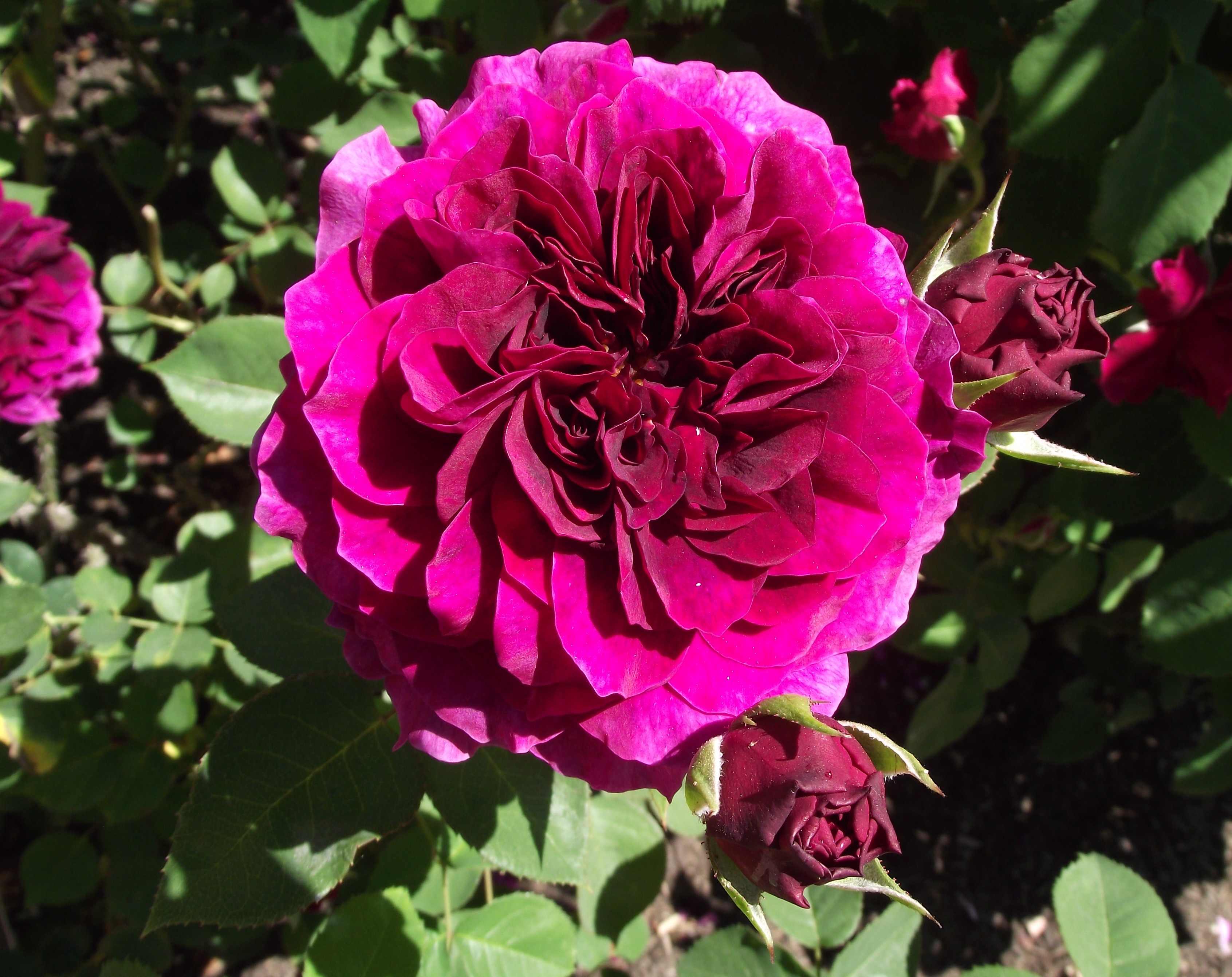
Rosa 'Próspero' en el Arboreto y Jardín Botánico del Condado de Los Ángeles, Arcadia, California.

'Prospero'  es un cultivar de rosa obtenido en  en 1982 por el rosalista británico David Austin.

## Descripción
'Prospero' es una variedad moderna cultivar del grupo «English Rose Collection»,  procedente del cruce de 'The Knight' x 'Château de Clos Vougeot'. 
Es un rosal de porte arbustivo, con una altura de entre 90 a 120 cm de alto y 120 cm de amplitud. Las hojas son de color verde oscuro. Las flores, de color carmín a púrpura con alrededor de 40 pétalos, surgen en pequeños racimos. Son muy fragantes.
Florece intermitentemente durante toda la temporada.

## Origen
El cultivar fue desarrollado en Reino Unido por el rosalista británico David Austin en 1982. 
Se registró con el nombre cultivar 'AUSpero', nombre por el que también se suele reconocer, aunque se le dio el nombre comercial para exhibición de 'Próspero'™ en honor a uno de los personajes de La Tempestad de William Shakespeare.

## Cultivo y usos
Se desarrollan mejor a pleno sol. En América del Norte se pueden cultivar en USDA Hardiness Zones 5b a 10b. Debido a su resistencia y popularidad su cultivo se ha extendido por todo el mundo.
Puede ser utilizado para las flores cortadas, jardín o portador guía. Vigorosa. En la poda de primavera es conveniente retirar las cañas viejas y madera muerta o enferma y recortar cañas que se cruzan. En climas más cálidos, recortar las cañas que quedan en alrededor de un tercio. En las zonas más frías, probablemente hay que podar un poco más que eso. Requiere protección contra la congelación de las heladas invernales.
Plagas
En climas húmedos puede sufrir el ataque del hongo punto negro.

## Variedades derivadas

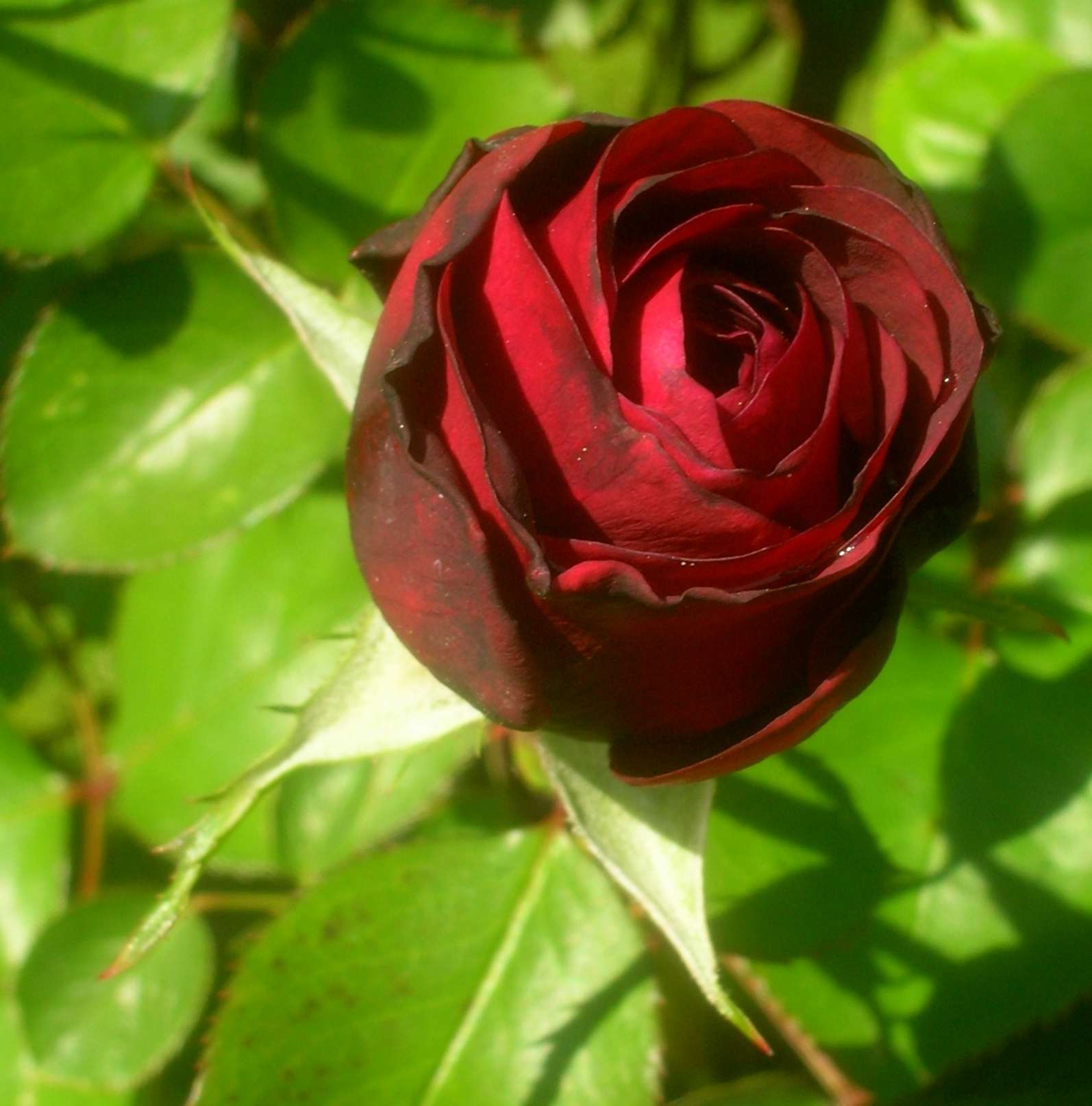
La variedad 'Tradescant'

Debido a sus características, se ha utilizado como ascendente parental en cruces para la obtención de otros híbridos, como 'Tradescant', conseguida también por Austin en 1993 con las Semillas de 'Próspero' obtenidas con polen de las variedades 'Charles Austin' x 'Gloire de Ducher'.